# Beleg van Charleroi (1672)
Het Beleg van Charleroi was een kortstondig beleg tussen 14 en 26 december 1672 van de stad Charleroi, die in handen was van de Fransen, door de Republiek der Zeven Verenigde Nederlanden.

## Achtergrond
Charleroi was een van de steden die Frankrijk behield na de Devolutieoorlog van 1667-1668. Bij de voorbereiding voor de Franse invasie van het Rampjaar werd de stad aangewezen als een van de bevoorradingsplaatsen van het leger. Het functioneerde dan ook als een van de startbasissen van de oorlog van het Franse leger van waaruit de invasiemacht vertrok.

## Aanloop
Na de Slag bij Kruipin kreeg Willem III van Oranje de toestemming van de Nederlandse veldmaarschalken om een aanval te doen op het hoofdmagazijn van het Franse leger in Charleroi. De Spaanse landvoogd van de Zuidelijke Nederlanden, de Graaf van Monterey, gaf de Oranjeprins toestemming om zijn grondgebied te betreden, ondanks de dreiging dat Frankrijk hem dan de oorlog zou verklaren.

## Beleg
Het was voor Willem III alleen vrij moeilijk om het beleg voor de stad op te starten. De grond was behoorlijk bevroren waardoor het vrij lastig was om loopgraven aan te leggen. Ook het gebrek aan steun van bondgenoten maakte het lastig om het beleg vol te houden. Hij was zowel afhankelijk van de graaf van Monterey die hem de troepen niet kon leveren, als de keizerlijke legeraanvoerder Raimondo Montecuccoli die in het Duitse Rijk de strijd afwachtte. Daarnaast besefte Willem III dat door de vrieskou ook de Waterlinie gevaar zou kunnen gaan lopen. Hierop stuurde hij op 26 december de Staten-Generaal van de Nederlanden het bericht dat hij het beleg opbrak.

## Nasleep
Nog de dag nadat Willem III het beleg had beëindigd viel Frans van Montmorency de plaats Bodegraven aan, en dit via het ijs vanuit Woerden. Zijn plan was om naar Den Haag op te trekken, maar door de plots invallende dooi werd zijn opmars gestuit. Willem III keerde op 31 december terug in zijn hoofdkwartier.